# 福尔图娜 (北达科他州)
福尔图娜（英語：Fortuna），是美国北达科他州下属的一座城市。根据2010年美国人口普查，该市有人口22人。